# الخاندرو آراونا

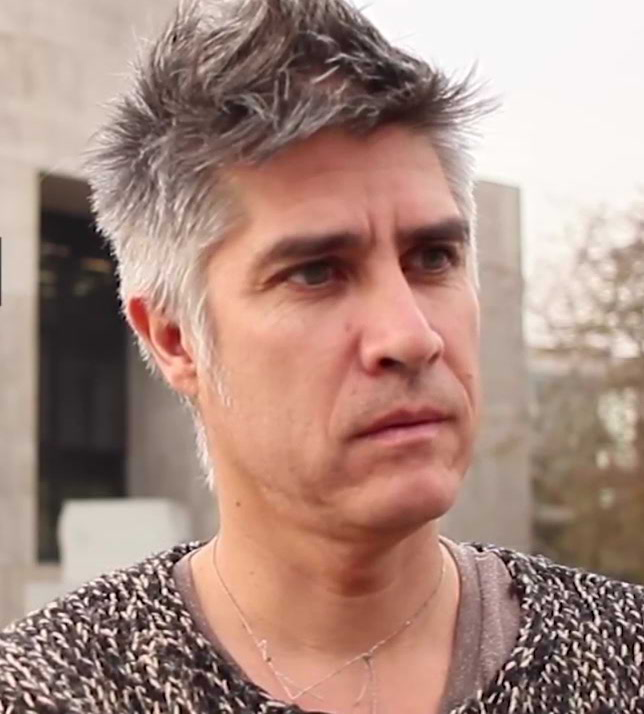
الخاندرو آراونا در سال ۲۰۱۵

الخاندرو آراونا  (به اسپانیایی: Alejandro Aravena) (زادهٔ ۱۹۶۷) معمار اهل سانتیاگوی شیلی است. او در سال ۲۰۱۶ برنده جایزه معماری پریتزکر شد. همچنین وی به عنوان گردانندهٔ بخش معماری دوسالانهٔ ونیز در سال ۲۰۱۶ انتخاب شده است.